# Troubelice
Troubelice település Csehországban, a Olomouci járásban. Troubelice Klopina, Uničov, Lipinka, Nová Hradečná, Medlov és Šumvald településekkel határos. Lakosainak száma 1851 fő (2024. január 1.).

## Népesség
A település lakosságának változását az alábbi diagram mutatja:
| Lakosok száma | 1794 | 1956 | 1996 | 1505 | 1779 | 1799 | 1873 | 1890 | 1851 | 1851 |
|               | 1869 | 1890 | 1921 | 1950 | 1980 | 2001 | 2017 | 2019 | 2022 | 2024 |